# Gigantactis
A Gigantactis a csontos halak (Osteichthyes) főosztályának sugarasúszójú halak (Actinopterygii) osztályába, ezen belül a horgászhalalakúak (Lophiiformes) rendjébe és az óriáscsápú-félék (Gigantactinidae) családjába tartozó nem.

## Tudnivalók
A Gigantactis-ok előfordulási területe fajtól függően igen változó; míg egyesek csak a mérsékelt övben élnek, addig mások csak a trópusokon, a harmadik csoport pedig mindenhol, de mindig a mélyebb vizekben. Olyan faj is van, melynek elszigetelt állományai találhatók az Atlanti-óceánban és a Csendes-óceán nyugati felén is. Legfőbb jellemzőjük az igen hosszú, csaliként szolgáló nyúlvány az orrukon. A méretük fajtól függően nagyon változó, a 2,9 centimétertől a 62 centiméterig terjedhet, azonban a fajok többsége 10-25 centiméter hosszú.

## Rendszerezés
A nembe az alábbi 20 faj tartozik:
- Gigantactis balushkini Kharin, 1984
- Gigantactis elsmani Bertelsen, Pietsch & Lavenberg, 1981
- Gigantactis gargantua Bertelsen, Pietsch & Lavenberg, 1981
- Gigantactis gibbsi Bertelsen, Pietsch & Lavenberg, 1981
- Gigantactis golovani Bertelsen, Pietsch & Lavenberg, 1981
- Gigantactis gracilicauda Regan, 1925
- Gigantactis herwigi Bertelsen, Pietsch & Lavenberg, 1981
- Gigantactis ios Bertelsen, Pietsch & Lavenberg, 1981
- Gigantactis kreffti Bertelsen, Pietsch & Lavenberg, 1981
- Gigantactis longicauda Bertelsen & Pietsch, 2002
- Gigantactis longicirra Waterman, 1939
- Gigantactis macronema Regan, 1925
- Gigantactis meadi Bertelsen, Pietsch & Lavenberg, 1981
- Gigantactis microdontis Bertelsen, Pietsch & Lavenberg, 1981
- Gigantactis microphthalmus (Regan & Trewavas, 1932)
- Gigantactis paxtoni Bertelsen, Pietsch & Lavenberg, 1981
- Gigantactis perlatus Beebe & Crane, 1947
- Gigantactis savagei Bertelsen, Pietsch & Lavenberg, 1981
- Gigantactis vanhoeffeni Brauer, 1902 - típusfaj
- Gigantactis watermani Bertelsen, Pietsch & Lavenberg, 1981